# 福克納 (密西西比州)
福克納（英語：Falkner）是位於美國密西西比州蒂帕縣的城鎮。

## 人口
根據2020年美國人口普查的數據，福克納的面積為13.13平方千米，皆為陸地。當地共有人口437人，而人口密度為每平方千米33人。